# Массе, Бернар III де Беон
Бернар III де Беон (фр. Bernard III de Béon; ум. 1608), сеньор дю Массе, виконт де Бутвиль — французский военный и государственный деятель, основатель линии Беон-Люксембург дома де Беон.

## Биография
Сын Эмери де Беона, сеньора дю Массе, и Маргерит де Кастельбажак.
Долгое время служил в пикардийских отрядах, 1 октября 1574 стал подполковником полка Французской гвардии нового формирования, в 1575-м участвовал в битве при Дормане, в 1577-м в осаде Бруажа, в 1580-м в осаде Ла-Фера.
1 мая 1584 года назначен губернатором Карманьоля, отставлен от должности подполковника гвардии.
16 ноября 1585 произведен в лагерные маршалы, служил в армии Дофине под командованием маркиза де Ла-Валета и участвовал в осаде Шоржа. В марте 1589 получил право собрать ордонансовую роту из 50 тяжеловооруженных и был назначен генеральным наместником Сентонжа, Ангумуа, Они и Ла-Рошели, сложив обязанности губернатора Карманьоля.
В 1597 году стал государственным советником, в 1604-м пожалован в рыцари ордена Святого Духа (не успел его получить).

## Семья
1-я жена (1.01.1572): Габриель де Марраст, дама д'Эклассан, дочь Жана де Марраста, сеньора д'Эклассан, и Жанны де Беон
Дети:
- Жан Филибер де Беон (ум. ок. 1598)
- Жанна де Беон. Муж (01.1599): Жан-Луи де Рошешуар, сеньор де Клермон
- Маргерит де Беон. Муж (24.06.1595): Жан Фри де Меньо, сеньор де Монтегю

2-я жена (1599): Луиза де Люксембург-Линьи (ок. 1567—1647), графиня де Бриенн, дочь Жана III де Люксембург-Линьи, графа де Бриенн и де Линьи, и Гийеметты де Ламарк
Дети:
- Шарль де Беон-Люксембург (ок. 1602—1671), маркиз де Бутвиль. Жена: Мари Амело (1603—1702), дочь Дени Амело, государственного советника, и Маргерит дю Драк
- Луиза де Беон (1605—1665), графиня де Бриенн. Муж (1623): Анри-Огюст де Ломени (1595—1666), государственный секретарь по иностранным делам